# Live: Take No Prisoners
Live: Take No Prisoners je třetí koncertní album amerického rockového zpěváka a kytaristy Lou Reeda, vydané v roce 1978.

## Seznam skladeb
Všechny skladby napsal Lou Reed.

### CD 1
1. "Sweet Jane" (10:44)
2. "I Wanna Be Black" (6:27)
3. "Satellite of Love" (7:06)
4. "Pale Blue Eyes" (7:36)
5. "Berlin" (6:13)
6. "I'm Waiting for the Man" (13:59)

### CD 2
1. "Coney Island Baby" (8:37)
2. "Street Hassle" (13:15)
3. "Walk on the Wild Side" (16:54)
4. "Leave Me Alone" (7:29)

## Obsazení
- Lou Reed - zpěv, kytara, kytarový syntezátor
- Stuart Heinrich - kytara, doprovodný zpěv
- Marty Fogel - elektrický saxofon
- Michael Fonfara - elektrické piáno
- Ellard "Moose" Boles - baskytara, doprovodný zpěv
- Michael Suchorsky - bicí
- Angel Howell - tamburína, doprovodný zpěv
- Chrissy Faith - doprovodný zpěv